# Aod (Biblia)
Aod (hebreo; אהוד ʾĒhūḏ, en griego: Αὼδ Aod) fue un personaje de la Biblia. Su historia está ligada al castigo y la recompensa divina.

## Contexto
El Tanaj (Antiguo Testamento) relata que cuando los israelitas se asentaron en Moab luego de salir de Egipto, estos comenzaron a adorar los dioses de Canaán, lo que provocó la ira de Yahweh, Yahweh como castigo vuelve poderoso a Eglón, rey de Moab, y somete a los israelitas durante 18 años. Los israelitas volvieron la mirada y clamaron a Yahweh, y él les dio un libertador; Aod, que tras una estrategia llega al rey de los moabitas y lo asesina, luego, los israelitas derrotaron al ejército de Moab, y Moab quedó sometida a Israel.
La historia de Aod es muy similar a la de Sansón (también juez de Israel) en la que los israelitas acuden a la apostasía, Yahveh los castiga, pero al clamar al "Dios de Israel" llega el posterior rescate.

## Narrativa bíblica
Aod fue el segundo Juez de Israel. Con la ayuda de Yahvé, Aod liberó a los israelitas de Eglón, rey de Moab, y después de ese día la tierra tuvo paz durante ochenta años.
Fue elegido por los israelitas para enviar un presente a Eglón, rey de Moab. Aod fabricó un puñal de dos filos y lo ocultó debajo de sus vestidos. Cuando fue a entregarle el presente a Eglón, insinuó que tenía un mensaje confidencial para él y el rey ordenó que los dejaran a solas; cuando se habían retirado los presentes en la cámara, Aod se acercó al rey, que era obeso, con su mano izquierda le clavó el puñal en el vientre prominente donde quedó metido y escapó por el corredor cerrando la puerta con un cerrojo. Luego de escapar se puso al frente de los hijos de Israel, ocuparon los vados del Jordán en dirección a Moab y derrotaron a 10 000 moabitas y el país quedó tranquilo durante ochenta años.

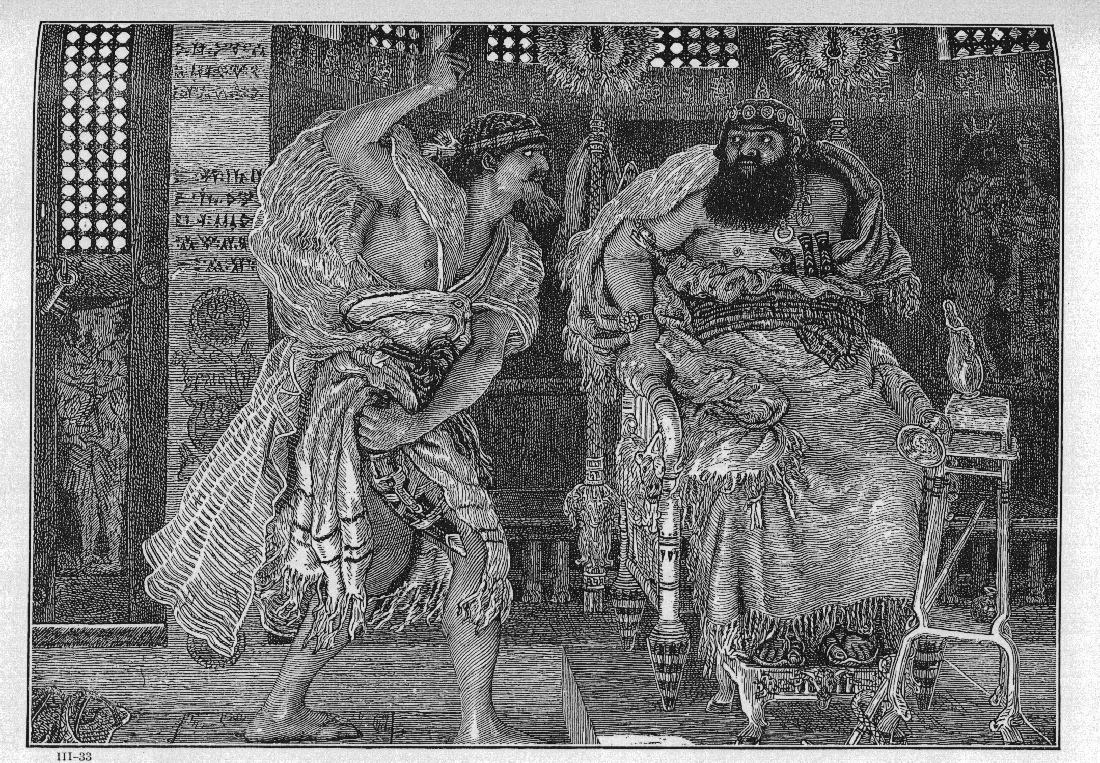
"Aod da muerte a Eglón", por Ford Madox Brown.

## Contexto bíblico
Después de la muerte de Otoniel, el primer juez de Israel, los israelitas volvieron a hacer lo malo ante los ojos de Yahvé y él fortaleció a Eglón, rey de Moab, contra los israelitas. Eglón luego se unió a los amonitas y amalecitas, y vino e hirió a Israel y se apoderó de la Ciudad de las Palmeras. Y los israelitas sirvieron a Eglón, durante dieciocho años.
Los israelitas clamaron a Yahvé, y él les dio un libertador: Aod benjamita, hijo de Gera, que era zurdo. Y los israelitas lo eligieron para enviar con él un presente a Eglón rey de Moab. Aod se había hecho un puñal de dos filos y de un codo de largo, y se lo ciñó debajo de sus vestidos en su lado derecho. Y le dio el presente a Eglón, y era Eglón hombre muy grueso. Después de que Eglón recibió el presente, Aod despidió a la gente que lo trajo, pero él volvió desde los ídolos que están en Gilgal, y le dijo al rey: "Rey, una palabra secreta tengo que decirte", y él dijo: "Calla", y salieron de delante de él todos los que con él estaban. Aod luego se acercó a Eglón, que estaba sentado en su sala de verano, y dijo: "Tengo palabra de Dios para ti". Y Eglón se levantó, y tomó Aod su puñal con su mano izquierda y lo metió en el vientre de Eglón. Y la empuñadura del puñal entró también tras la hoja, y la gordura de Eglón cubrió la hoja, porque no sacó el puñal de su vientre; y salió el estiércol. Y Aod salió al pasillo y cerró las puertas de la sala y las aseguró con el cerrojo.
Cuando Aod escapó, los siervos de Eglón llegaron a las puertas de la sala de verano y viendo que estaban cerradas pensaron que el rey estaba en reposo. Después de esperar a que les abra tomaron la llave y abrieron las puertas y vieron que su señor estaba muerto en el suelo. Aod se escapó y él junto con los israelitas mataron a 10,000 hombres moabitas.